# Ozero Beljany
Ozero Beljany (ryska: Озеро Беляны) är en sjö i Belarus.   Den ligger i voblasten Vitsebsks voblast, i den norra delen av landet, 210 km norr om huvudstaden Minsk. Ozero Beljany ligger 148 meter över havet. Arean är 0,67 kvadratkilometer. Den sträcker sig 0,7 kilometer i nord-sydlig riktning, och 1,5 kilometer i öst-västlig riktning.
I omgivningarna runt Ozero Beljany växer i huvudsak blandskog. Runt Ozero Beljany är det glesbefolkat, med 16 invånare per kvadratkilometer.